# Abronia taeniata
El dragoncito de la Sierra Madre Oriental norte (Abronia taeniata), también conocido como escorpión arborícola de bandas o lagarto alicante de las bromelias, es una especie de lagarto escamoso ánguido del género Abronia endémico de México. Fue descrito por primera vez por el zoólogo alemán Arend Friedrich August Wiegmann en 1828. Su rango altitudinal oscila entre 1000 y 2600 m s. n. m..

## Etimología
El epíteto específico de A. taeniata deriva de la palabra latina "taenia", que significa: franja, cinta o banda; probablemente en referencia a las bandas transversales en forma de cinta que recorren el cuerpo de los especímenes.

## Descripción
El dragoncito de la Sierra Madre Oriental norte es un lagarto de cuerpo alargado, cola prensil, y patas cortas. Se distingue de las demás especies de su género por poseer el siguiente conjunto de características de escamación y coloración: 31-34 hileras transversales de dorsales; un mínimo de seis hileras de nucales; osteodermos dorsales sólo en la mitad anterior del cuerpo; coloración dorsal en adultos amarillo brillante, amarillo verdoso, o verde grisáceo; de seis a ocho bandas transversales negras en el dorso alineadas a lo largo del tronco; en ejemplares juveniles las bandas antes mencionadas son más evidentes. Los ejemplares de esta especie llegan a tener una longitud hocico-cloaca de 13,8 cm.
Los machos de esta especie de Dragoncito generalmente alcanzan la madurez sexual con una longitud hocico-cloaca) de 74,6 mm; un tamaño menor que las hembras en esta misma etapa las cuales alcanzan una longitud  hocico-cloaca de 81,7 mm. Los machos durante la madurez sexual suelen tener una cabeza de mayor dimensiones que las hembras; este patrón se ha informado en especies del mismo género como A. graminea y otros ánguidos como Gerrhonotus infernalis, Elgaria coerulea y Barisia imbricata. Las diferencias en las dimensiones de la cabeza entre sexos pueden dar a los machos una ventaja para el consumo de presas más grandes que el de las hembras, como se ha visto en el escíncido Eutropis multifasciata; esto probaría que el dimorfismo sexual se debe a la competencia por los recursos.

## Reproducción
Como otros dragoncitos, el dragoncito de la Sierra Madre Oriental Norte es una especie vivípara. La reproducción se suele dar entre septiembre y diciembre, terminando la gestación entre abril y junio, produciendo de 4 a 7 crías.
Las cópulas se llevan a cabo sobre el suelo, el macho muerde a la hembra fuertemente en la región temporal, las cópulas pueden durar hasta más de 12 horas. La crías son de color cobre con bandas transversales dorsales.[cita requerida]

### Hibridación
Los herpetólogos estadounidenses Hobart Muir Smith y Edward Harrison Taylor reportaron hibridación entre A. taeniata y A. graminea en La Joya, Veracruz.

## Distribución y hábitat
El dragoncito de la Sierra Madre Oriental Norte se distribuye en las tierras altas de los estados mexicanos de Tamaulipas, San Luis Potosí, Hidalgo, el norte de Puebla, Querétaro, Veracruz y Guanajuato, en donde se han observado asoleándose sobre las ramas de los arbustos; también se han observado algunos especímenes bajo el musgo que crece en los troncos caídos. Esta especie ha sido observada refugiándose entre el musgo o la hojarasca que se acumula en las ramas de los árboles. Son estrictamente diurnas y se hacen más activas cuando el sol calienta la copa de los árboles.[cita requerida]
Se encuentran restringidas a los bosques primarios de pino encino y mesófilo con gran cantidad de epífitas. Actualmente, estos tipos de vegetación se encuentran en grave peligro de desaparecer, debido a la tala indiscriminada. Al ser destruido su hábitat las poblaciones se encuentran fragmentadas y aisladas, condenadas a extinguirse. Posiblemente los escorpiones se encuentren entre las lagartijas más amenazadas en el mundo. Por otro lado estas lagartijas tienen una gran demanda como mascotas en el mercado ilegal.[cita requerida]
Las Abronia son extraídas de su medio silvestre por colectores locales, son vendidas a un bajo precio, a traficantes extranjeros, los cuales las exportan, para luego revenderlas en cientos, o incluso hasta en miles de dólares por cada ejemplar, en las ferias de herpetoculturistas en Estados Unidos y Europa. Además de estas importantes amenazas, estos animales son considerados como venenosos por las personas locales, por lo que ellos matan a todos los individuos que se encuentran para evitar morir por su mordedura.[cita requerida]